# Willibrord Frequin

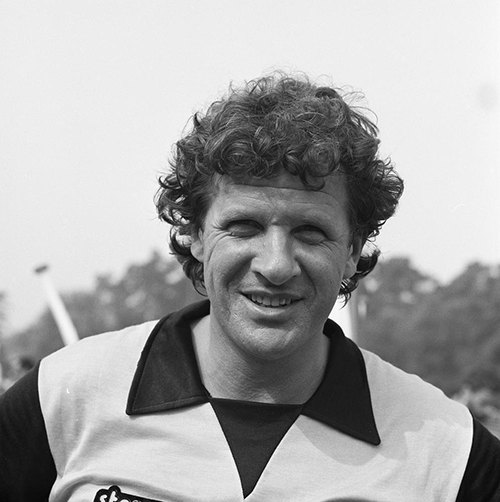
Willibrord Frequin in 1981

Willibrordus Jan Louis Maria (Willibrord) Frequin (Arnhem, 6 september 1941 – Laren, 26 mei 2022) was een Nederlands journalist en televisiepresentator.

## Biografie
Frequin werd in Arnhem geboren als oudste kind van Louis Frequin, die lange tijd hoofdredacteur was van het dagblad De Gelderlander. Hij groeide op in Nijmegen. Op school bleef hij herhaaldelijk zitten. Ten slotte werd hij als lastige leerling naar de kostschool, het Canisius College in Nijmegen, gestuurd.
Frequin begon in 1963 zijn journalistieke loopbaan bij de KRO als assistent-regisseur bij Studio Sport en andere grote evenementen. Maar hij werd vooral bekend als reporter voor KRO's Brandpunt. In die hoedanigheid ontmoette hij onder anderen paus Johannes Paulus II en Moeder Teresa. In 1976 was Frequin de enige verslaggever die het aandurfde om  prins Bernhard van Lippe-Biesterfeld rechtstreeks te vragen wat hij vond van de beschuldigingen tegen hem inzake de Lockheed-affaire.
Op 13 januari 1989 werd door Brandpunt een reportage uitgezonden over een xtc-laboratorium in Amsterdam. Frequin had zijn geluidsman verkleed als xtc-laborant en ensceneerde met hem een interview over de productie van xtc. Dat hij een stand-in gebruikte had Frequin niet met de leiding van Brandpunt gecommuniceerd. De tweede persoon die in de reportage voorkwam vertelde later de politie dat de laboratoriumwerkzaamheden in scène waren gezet en dat de pillen die in de reportage te zien waren in werkelijkheid vitaminepillen waren. De Amsterdamse politie gaf vervolgens een persconferentie en verklaarde dat de reportage nep was.
Kort daarna ontstond commotie nadat Frequin op 27 januari dat jaar in een Brandpunt-reportage over gestolen mensenhoofden ten onrechte sprak van een "levendige handel" en dat de hoofden mogelijk gebruikt werden voor bizarre seks. Ten onrechte beweerde de politie van Amsterdam dat ook de beelden nep waren. Wel had de man die door Frequin geïnterviewd werd de schoenen aan van Frequins geluidsman, evenals een jack van een andere medewerker van Frequin. De reden was dat de man onherkenbaar wilde blijven. Het kostte Frequin zijn baan bij Brandpunt, maar hij bleef tot en met 1993 in vaste dienst bij de KRO.
In de jaren negentig ging Frequin aan de slag bij RTL 4, RTL 5 en later SBS6 als presentator van Achter gesloten deuren. Bekend is de aflevering over de Centrum Democraten uit 1994 in aanloop naar de gemeenteraadsverkiezingen waarin diverse kopstukken werden geïnterviewd. De week van Willibrord was een confronterend nieuwsprogramma waarin Frequin allerlei soorten onrecht in de samenleving aan de kaak stelde en vaak rechtstreeks de confrontatie met de dader aanging. Zijn journalistieke methode was zeer direct en weinig objectief, en werd al snel als controversieel bestempeld. Persiflages van zijn optreden en achtervolgingen verschenen in Kopspijkers en Koefnoen. Tussen 1996 en 2003 maakte Frequin ook Ooggetuige en Toppers.
Ook was hij een jaar lang als columnist verbonden aan het weekblad Panorama. Eind november 2015 verscheen zijn laatste column.
Samen met Gerard Cox, Barrie Stevens en Peter Faber was hij twee seizoenen te zien in het tv-programma Beter laat dan nooit van RTL, dat uitgezonden werd vanaf 2018 tot en met 2020. In de series gingen de vier heren een maand lang samen op reis.
In een interview met dagblad De Telegraaf van 29 januari 2022 onthulde Frequin dat hij leed aan de ziekte van Parkinson (vasculair parkisonisme) en hartfalen, en waarschijnlijk nog slechts enkele maanden te leven had.
Op 9 februari 2022 kwam de biografie Willibrord. Verlegen vlegel uit, geschreven door Frequins oud-collega Fons de Poel. Voor het boek interviewde De Poel onder anderen Angela de Jong, Fons van Westerloo, Sven Kockelmann en René van der Gijp.
Frequin overleed in de vroege ochtend van Hemelvaartsdag op 26 mei 2022 in zijn slaap. Hij werd tachtig jaar oud. Volgens zijn familie overleed hij aan hartfalen. De uitvaartdienst in het Gooi vond op 2 juni plaats in de Sint-Jansbasiliek in Laren. Frequin werd begraven op de Algemene Begraafplaats De Woensberg in Blaricum.

### Het bijl-incident
Tijdens een opname in 1995 van het televisieprogramma Ooggetuige, naar aanleiding van de Puttense moordzaak, werd hij achterna gezeten door de broer van de omgekomen Christel Ambrosius met een bijl. Frequin kwam er zonder kleerscheuren af.

## In het nieuws
Frequin haalde enkele keren het nieuws vanwege acties met kortdurende arrestaties tot gevolg:
- Begin december 2002 werd hij door de politie van Tokio aangehouden, toen hij opnamen maakte van twee parachutisten die van een wolkenkrabber sprongen.
- Hij bedekte in de vroege morgen van 20 december 2002 de woning van Wim Duisenberg en diens echtgenote Gretta Nieuwenhuizen met een gigantische Israëlische vlag. Hiertoe had hij een grote hoogwerker gehuurd. Hij had een ludieke actie met een vlag aangekondigd. Toen hij op sommatie van de politie de vlag niet wilde weghalen, respectievelijk het terrein verlaten, werd hij door de politie aangehouden. Na enkele uren cel werd hij weer op vrije voeten gesteld. De vlag werd in beslag genomen.[11][12]
- In 2001 werd hij aangehouden bij of in een proefdiercentrum in Rijswijk, waar hij opnamen maakte van apen.

## Privé
Frequin trouwde vier keer. Hij kreeg twee dochters en een zoon.